# Försäkringsjurist
Försäkringsjuristen är i Sverige i regel en juristutbildad rådgivare som specialiserat sig i försäkringsfrågor på försäkringstagaresidan. 
En försäkringsjurist, som inte arbetar för ett försäkringsbolag, står på försäkringstagarens sida i olika frågor hänförliga till avtalet mellan försäkringsbolaget, som är försäkringsgivare och försäkringstagaren, som kan vara en fysisk person eller en juridisk person som i regel är ett företag. Försäkringsjuristen skapar en balans mellan det både ekonomiskt och sakmässigt överlägsna försäkringsbolaget å ena sidan och den resurssvagare och sakmässigt underlägsne försäkringstagaren å den andra sidan. Som försäkringstagare har man bevisbördan för försäkringsfallet. Ett beviskrav som inte alla gånger är helt enkelt att uppfylla. Även om man i sak många gånger har rätt. Det kan vara så enkelt som att försäkringstagaren hänvisar till fel moment i försäkringen trots att ett annat försäkringsmoment täcker själva skadan. Det händer inte sällan att handläggare på försäkringsbolaget förbiser att hänvisa försäkringstagaren till rätt moment i försäkring och teoretiskt innebär detta att försäkringstagaren inte uppnår beviskravet för försäkringsfallet. 
En försäkringsjurist kan försäkringsavtalslagen och vet hur försäkringsavtalet ska tolkas. Försäkringsjuristen har daglig kontakt med försäkringsbolagen vet även vilka undantag de inte får använda mot försäkringstagaren. Försäkringstagare får många gånger inte sin rätt till ersättning på grund av att man inte känner till sina rättigheter. Har man hamnat i diskussion med försäkringsbolaget, vilket ungefär 20% av ersättningskraven gör, bör man kanske redan här kontakta en sakkunnig eller en försäkringsjurist så man inte faller i de gropar som aktualiseras när utredningsläget höjs från försäkringsbolagets sida. Som det gör när högre värden står på spel och när man misstänker oegentligheter. För att nämna ett par exempel. 